# Abánades
Abánades é um município da Espanha na província de Guadalajara, comunidade autónoma de Castilla-La Mancha, de área 35,80 km² com população de 107 habitantes (2004) e densidade populacional de 2,99 hab/km².

## Demografia
| Variação demográfica do município entre 1991 e 2004 | Variação demográfica do município entre 1991 e 2004 | Variação demográfica do município entre 1991 e 2004 | Variação demográfica do município entre 1991 e 2004 |
| --------------------------------------------------- | --------------------------------------------------- | --------------------------------------------------- | --------------------------------------------------- |
| 1991                                                | 1996                                                | 2001                                                | 2004                                                |
| 128                                                 | 125                                                 | 114                                                 | 107                                                 |